# Choice (Magazin)
Choice: Current Reviews for Academic Libraries (bzw. Choice Reviews Online) ist eine seit 1964 elfmal jährlich erscheinende, führende Rezensionszeitschrift für englischsprachige wissenschaftliche Bücher und digitale Medien. Das Magazin wird durch die Association of College and Research Libraries (ACRL), einer Abteilung der American Library Association (ALA), in Chicago, Illinois herausgegeben. Sie wird durch ca. 35.000 US-amerikanischen Bibliotheken und den Hochschullehrkörper bezogen. Die Rezensionen werden durch Wissenschaftler vorgenommen, jährlich erscheinen zwischen 6.000 und 7.000 Reviews. Anfang jeden Jahres (Januarausgabe) wird eine Liste von Outstanding Academic Titles des Vorjahres angefertigt. Bis zum Jahr 2000 hieß diese Outstanding Academic Books. Die ausgewählten Bücher sind auch auf der Webseite Choice Reviews Online einsehbar.